# Мазилино
Мазилино — деревня в Ядровской волости Псковского района Псковской области.
Расположена на берегу реки Дубина, в 8 км к юго-востоку от южной границы Пскова и деревни Черёха.

## Население
| 2001 | 2002 | 2010 |
| ---- | ---- | ---- |
| 6    | ↗23  | ↘14  |

## История
17 ноября 1983 года с деревней Мазилино слилась деревня Горелый Дуб (2 человека, 2000 г.).
Законом Псковской области от 8 июля 2005 года из состава волости была исключена деревня Афанасово, которая была включена в состав деревни Мазилино.
Законом Псковской области от 29 декабря 2014 года из состава волости была исключена упразднённые деревня Плаксино, которая также была включена в состав деревни Мазилино.